# Sylvia Lopez
Pour les articles homonymes, voir Lopez.
Sylvia Lopez, née Helga Tatiana Bernt, est une actrice et mannequin, française née le 10 novembre 1933 dans le 16e arrondissement de Paris et morte le 20 novembre 1959 dans le 1er arrondissement de Paris.

## Biographie

### Famille
Helga Tatiana Bernt, fille d'Erich Bernt (1892-1965) et Eugénie Bogade (1894-1994) est également connue sous les noms de scène Sylvia Sinclair et Tania Karen. Mariée en premières noces avec Haribert Herrmann (1927-2013) de 1953 à 1957, elle se marie en secondes noces avec le compositeur Francis Lopez dont elle est la deuxième épouse en 1958.

### Carrière
En septembre 1958, Sylvia Lopez sort le disque vinyle 45 tours EP Y’a tellement d’hommes, comportant quatre titres,.
En août 1959, alors qu'elle tourne le film Voulez-vous danser avec moi ? de Michel Boisrond, sa santé décline rapidement et elle doit abandonner le film. Les scènes déjà tournées par Sylvia Lopez sont refaites avec l'actrice Dawn Addams.

### Mort et hommages

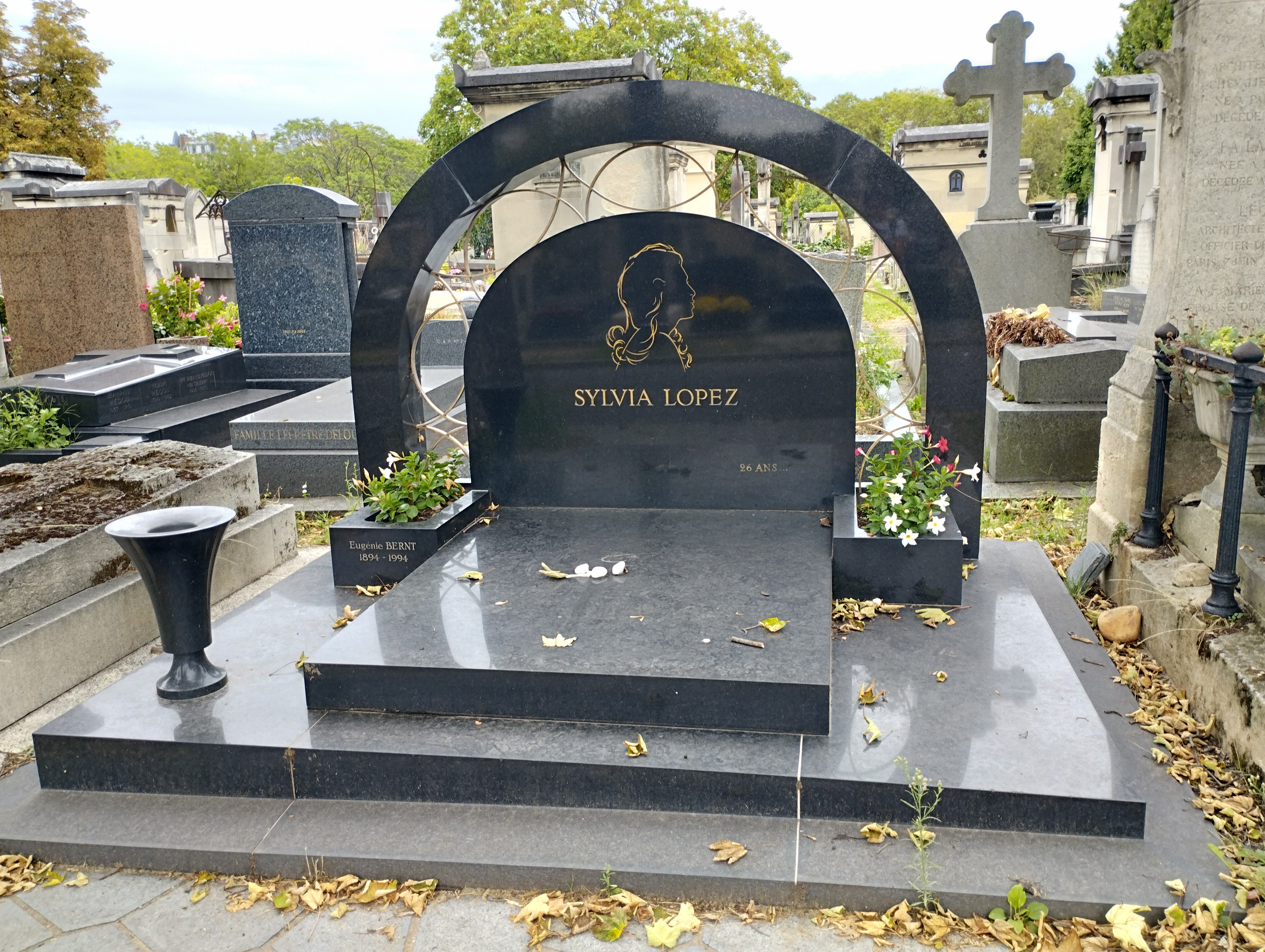
Sépulture de Sylvia Lopez et sa mère Eugénie au cimetière du Montparnasse (division 13).

Sylvia Lopez meurt un mois avant la sortie commerciale du film en France, âgée de 26 ans, d'une leucémie foudroyante à son domicile parisien du 6 de la rue du Louvre.
Sylvia Lopez est inhumée au cimetière du Montparnasse (13e division) dans le caveau où est ensuite inhumée sa mère en 1994.
La mort brutale de Sylvia Lopez a inspiré à Cécile Caulier la chanson Mon amie la rose, interprétée initialement par Françoise Hardy en 1964, puis reprise notamment par Natacha Atlas en 1999.

## Filmographie
- 1956 : Baratin de Jean Stelli (sous le nom de Tania Karen)
- 1957 : Cinq millions comptant d'André Berthomieu (sous le nom de Sylvia Sinclair)
- 1957 : Mademoiselle et son gang de Jean Boyer
- 1958 : Tabarin de Richard Pottier
- 1959 : Le Roi cruel de Victor Tourjansky
- 1959 : Hercule et la Reine de Lydie (Ercole e la regina di Lidia) de Pietro Francisci
- 1959 : Le Fils du corsaire rouge (Il figlio del corsaro rosso) de Primo Zeglio
- 1959 : Le Moraliste (Il moralista) de Giorgio Bianchi (non créditée)
- 1959 :  Voulez-vous danser avec moi ? de Michel Boisrond (abandon du tournage pour raison de santé)